# Fiskflyg
Fiskflyg AB är ett svenskt familjeägt helikopterflygföretag med huvudbas i Porjus.

## Historik
Fiskflyg grundades 1942 i Piteå av bröderna fiskhandlaren Axel (1909–1970) samt fiskarna Sten (1919–2004) och Martin Lundkvist (1921–1999) från Stenskär som ett fiskgrossistföretag. Huvudverksamheten var att köpa upp och transportera fisk från Arjeplogsområdet, och senare i Tornedalen och i fjällvärlden. År 1953 inköptes företagets första flygplan från Ostermans Aero, ett amfibieplan av typen Republic Seabee med registrering SE-AXI. En andra Seabee köptes 1954. Flygverksamheten bedrevs med baser i Ankarskatan i Piteå och vid Luspebryggan vid Luleälven. Från 1965 hade företaget tre Seabee-flygplan i trafik. Verksamheten flyttades till Lapplandsflygs tidigare hangarer i Porjus 1975 i samband med en höjning av Porjus kraftverksdamms högsta vattenstånd och Luspebryggan dränktes. Från 1965 hade företaget tre Seabee-flygplan i trafik.
År 1975 köpte företaget sin första helikopter, en Bell 47G-2. Från 1990-talet började fler helikoptrar användas. Som mest opererade företaget åtta luftfartyg. År 1995 upphörde Fiskflyg med grosshandeln i fisk och 1998 beslöt man sluta flyga sina Seabee amfibie- och Cessna 206 sjöflygplan.
Företaget har fortsatt som familjeägt företag inom samma familj med i andra generationen Sören Lundkvist och hans kusiner Sten (född 1941) och Stellan Grahn och sedan 2006 i en tredje generation med Fredrik och Stefan Lundkvist samt Per Grahn i ledningen.

## Verksamhet
Fiskflyg är numera ett renodlat helikopterföretag. Det har huvudbas och verkstad i Porjus samt baser sommartid i Stora Sjöfallet, Ritsem, Kvikkjokk, Tjärnberg. Företaget har 2023 en flotta på 9 helikoptrar av typerna Bell 206 Jet Ranger och Long Ranger, Eurocopter EC 120 Colibri och Eurocopter AS 350 Ecureuil.

## Fotografier

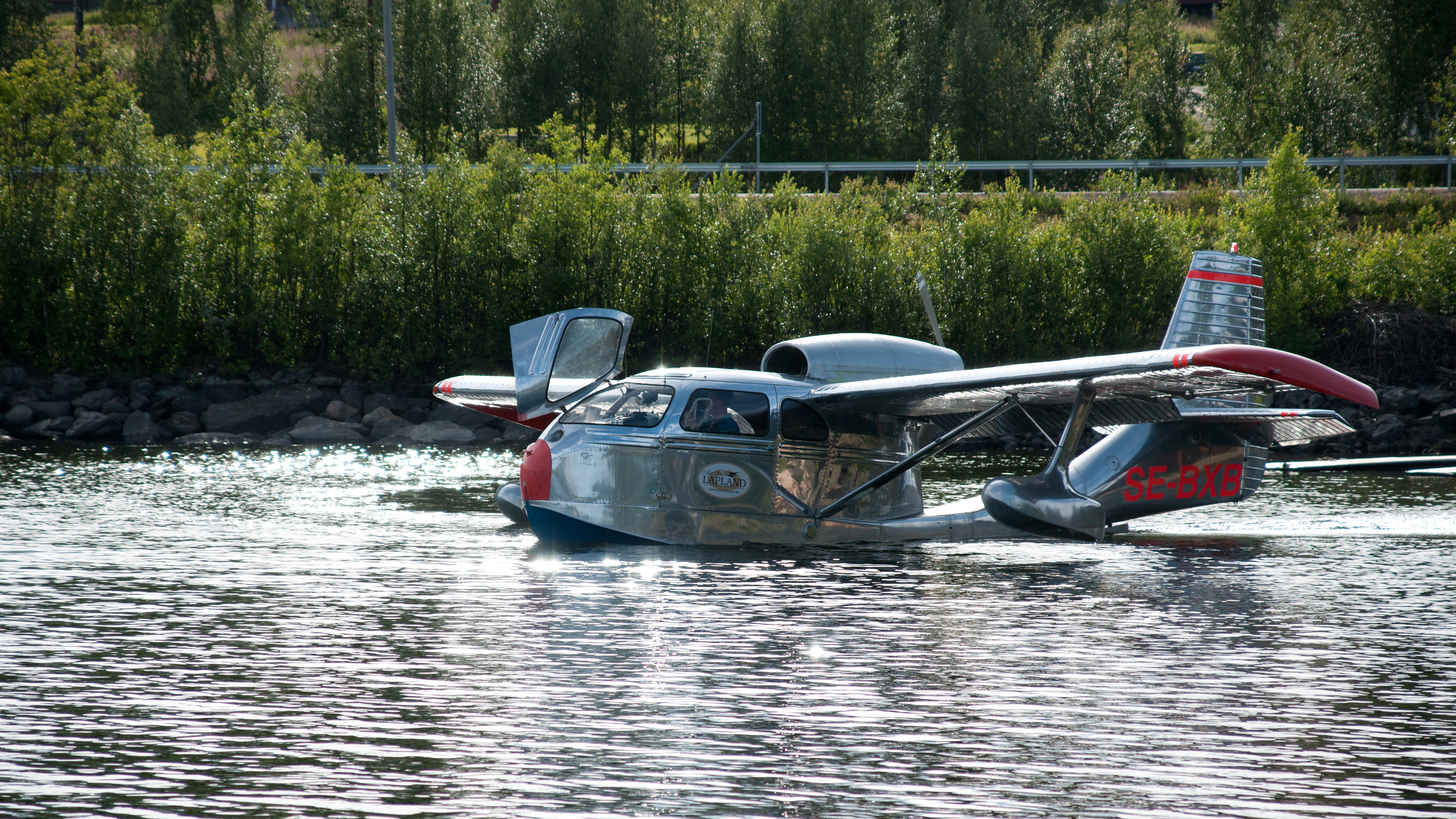
En Republic RC-3 Seabee från 1947 med registrering SE-BXB, i tjänst för Fiskflyg 1965–2000. Fotot taget 2011 vid Jäckvik vid Hornavan.
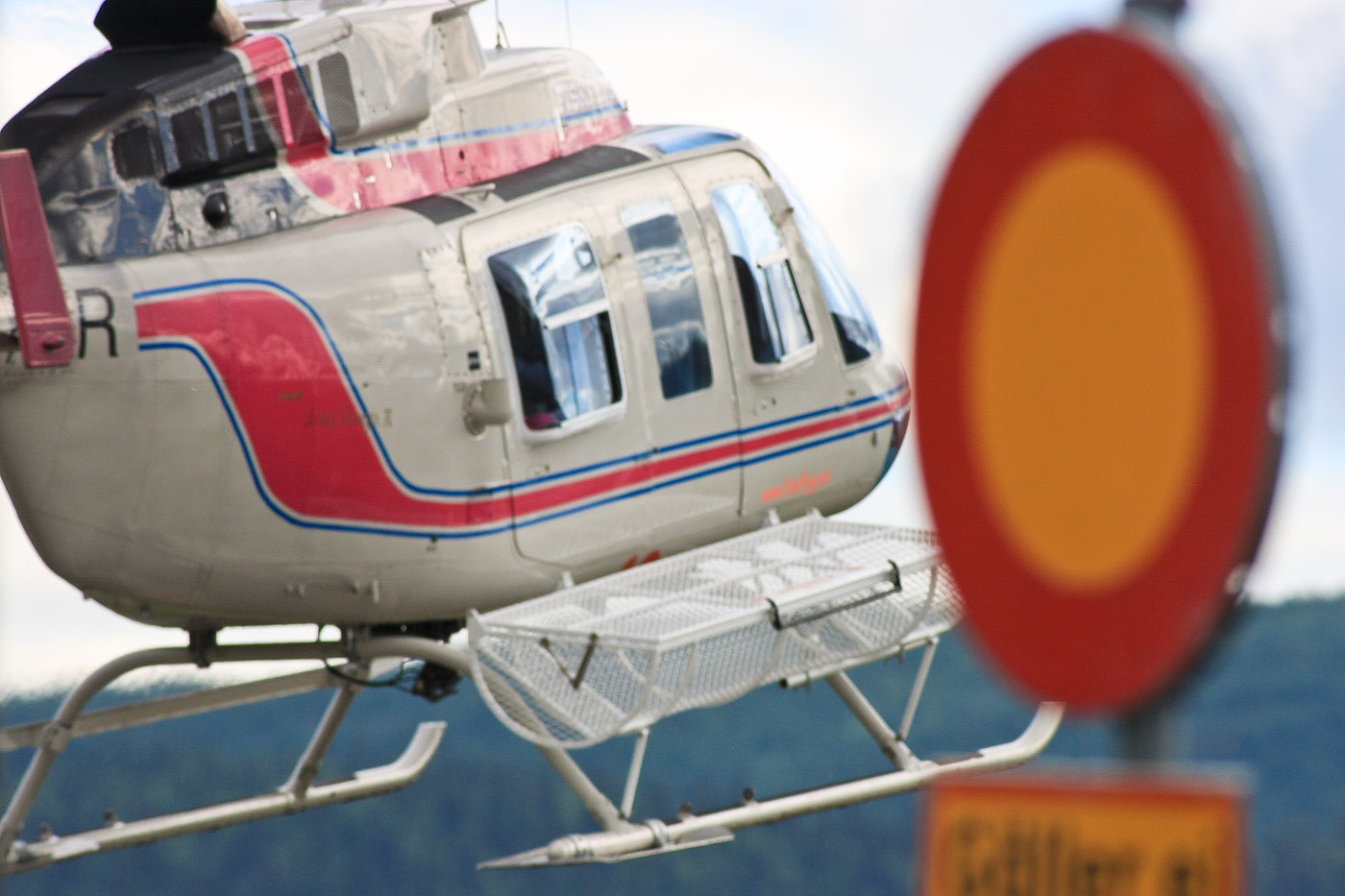
Bell 206L som flögs av Fiskflyg 2012.
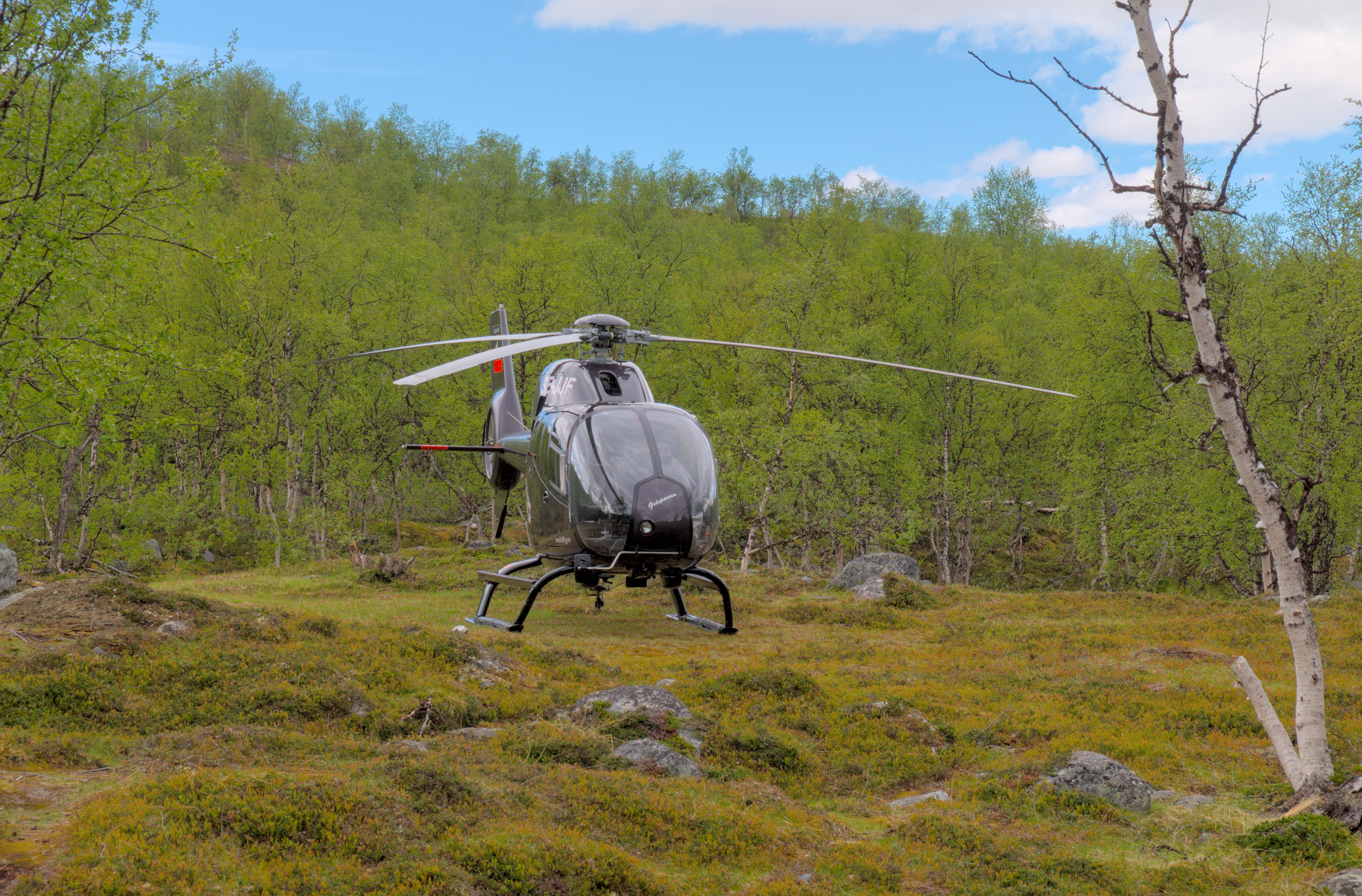
Airbus EC 120B Colibri